# The Glass Bottle Company (Gebäude)
The Glass Bottle Company (heute Irish Heart Foundation, früher ARUP Consulting Engineers) ist ein denkmalgeschütztes Gebäude in der Ringsend Road 50 in Dublin, Irland. Das im Stil des Art déco erbaute Gebäude (RPS 7379) wird heute von der Irisch Heart Foundation 
nutzt. 
Der Eingangsbereich, der in roten Backstein eingefasst ist, ist abstrakt geformt wie eine Glasflasche.

## Geschichte
In der Gegend um Ringsend/ South Bank – Charlott Quay wurden seit 1787 Glasflaschen hergestellt. Der Produktionsstandort war ideal, da man zur Herstellung von Glas Sand, der in Ringsend mehr als genug vorhanden war, und Kohle, welche an den Docks, insbesondere am Grand Canal Dock verschifft wurde, benötigte.
1871 errichtete die  Glass Bottle Company das Gebäude in Ringsend um schwarze Glasflaschen für  Porter herzustellen. Da Dublin für seine Brauereien und Destillen bekannt ist, gab es in dieser Gegend mehrere Glasfabriken. Die Flaschen wurden nicht nur für den inländischen Verbrauch produziert, sondern auch exportiert, vor allem nach Frankreich.  Um 1980 waren die irischen Glasfabriken die modernsten Europas und produzierten bis zu 86.400 Flaschen pro Woche.
Die Verarbeitung von Glas belastete die Umwelt um Ringend enorm. 2002 musste die  Glasfabrik schließen.  2007 wurde das Gebäude von den Architekten Fitzgerald Kavanagh & Partners restauriert.
Auf die alte Backsteinfassade wurde eine moderne Glasfront gesetzt. Heute beherbergt das alte Gebäude die Irish Heart Foundation und  die ARUP Consulting Engineers, die die Büroplätze übernahmen.  Die ehemalige Glass Bottle Company, wurde 2006 für 412 Millionen Euro verkauft.